# Janków Przygodzki
Janków Przygodzki est une localité polonaise de la gmina rurale de Przygodzice, située dans le powiat d'Ostrów Wielkopolski en voïvodie de Grande-Pologne.

## Géographie

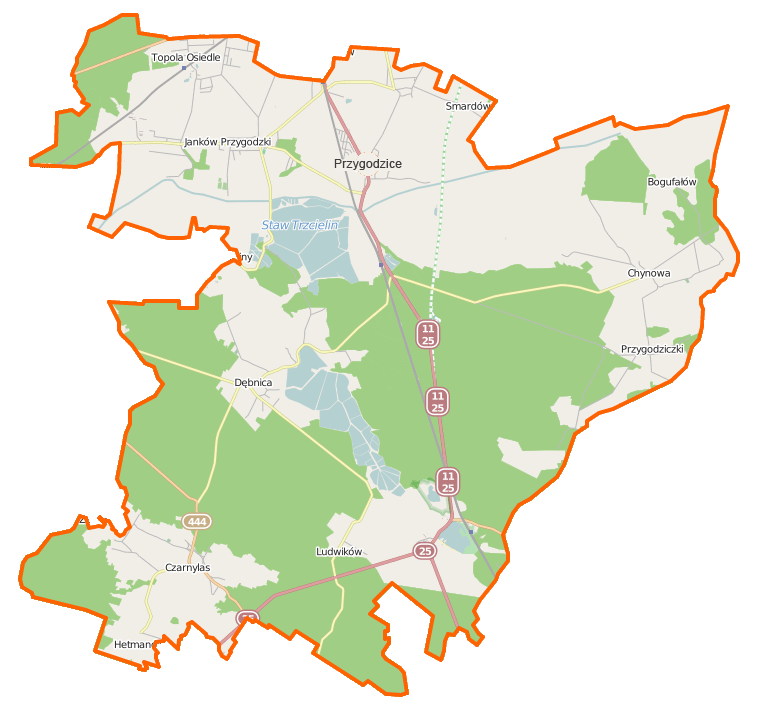
Carte de la gmina de Przygodzice.

## Histoire
De 1815 à 1919, Jankow przygodzki fait partie de l'arrondissement d'Adelnau dans le district de Posen au sein de la province de Posnanie.